# معصومه سیحون
معصومه نوشین سیحون معروف به معصومه سیحون (نام قبل ازدواج: منیر نوشین) (۱۳۱۳ – ۳۱ اردیبهشت ۱۳۸۹) هنرمند نقاش، از پیش کسوتان هنرهای تجسمی در ایران و مدیر گالری سیحون، یکی از نگارخانه هنری فعال در ایران بود. او دارای حدود نیم قرن پیشینه فعالیت هنری بود و نقش برجسته‌ای در معرفی استعدادهای هنری ایران داشت. سازمان میراث فرهنگی و گردشگری و انجمن نقاشان ایران به ترتیب در سال‌های ۱۳۸۳ و ۱۳۸۸ از وی به پاس یک عمر فعالیت بی‌وقفه هنری تقدیر کردند.

## زندگی

معصومه سیحون، عکس از مریم زندی

معصومه نوشین به سالِ ۱۳۱۳ در رشت چشم به جهان گشود. سال‌های کودکی را در رشت و شاهی (قائم‌شهر کنونی) گذراند. پدرش کارمند راه‌آهن بود و مدتی به شهر اهواز منتقل شد. بدین ترتیب معصومه نیز چندسالی در آنجا زندگی کرد. او به گفته خودش دانش‌آموز درس‌خوانی نبود و اما از کودکی به نقاشی علاقه‌مند بود، و به یاد نمی‌آورد که چرا و چگونه با نقاشی آشنا شد. در دوره دبستان در اهواز گاهی برای معلم‌ها نقاشی سفارشی می‌کشید.
پس از ده سال زندگی در اهواز، خانواده نوشین به تهران نقل مکان کردند و او سالهای پایانی دبیرستان را در تهران گذراند. خانواده‌اش دوست داشتند پزشک شود اما او در سال ۱۳۳۵ در کنکور دانشکده هنرهای زیبا دانشگاه تهران در رشته نقاشی پذیرفته شد.

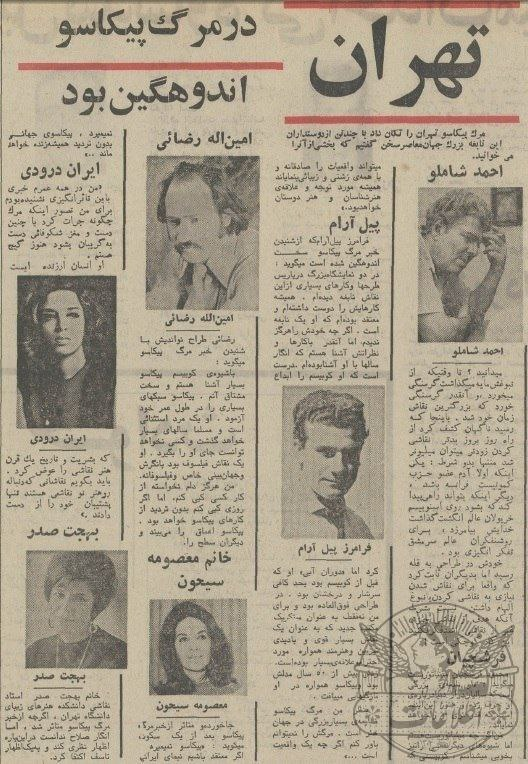
ویژه‌نامه روزنامه اطلاعات، دربارهٔ مرگ پابلو پیکاسو، با سخنانی از احمد شاملو، فرامرز پیلارام، امین‌الله رضایی، معصومه سیحون، ایران درودی، بهجت صدر

او در دانشگاه با هوشنگ سیحون آشنا شد که در آن دوران ریاست دانشکده را بر عهده داشت. چندی پس از این آشنایی، معصومه نوشین و هوشنگ سیحون با هم ازدواج کردند. پس از آن او نام «معصومه سیحون» را برای خود برگزید و تا پایان عمر به همین نام شناخته می‌شد.
سیحون از همسر خود، هوشنگ سیحون دو فرزند به نام‌های نادر و مریم دارد که نادر، طبق وصیت مادرش گالری سیحون را در تهران و مریم، گالری سیحون را در لوس‌آنجلس مدیریت و اداره می‌کند.

## گالری سیحون
در سال ۱۳۴۵ معصومه سیحون با یاری همسرش گالری سیحون را بنیان نهادند. گالری سیحون یکی از اولین نگارخانه‌های هنری ایران است و قدیمی‌ترین گالری هنری فعال در کشور به‌شمار می‌آید. گالری سیحون با تلاش و مدیریت معصومه سیحون، از سال ۱۳۴۵ تاکنون بدون وقفه به فعالیت ادامه می‌دهد.
گالری سیحون از آغاز کار تاکنون بیش از ۱۵۰۰ نمایش از آثار معاصر هنرمندان نوپای ایرانی ارائه داده است، از جمله آثار هنرمندانی که بعدها به شهرت ملی رسیدند مانند ژازه طباطبایی، سهراب سپهری، مسعود عربشاهی، امین‌الله رضایی، حسین زنده رودی، رضا مافی، مکرمه قنبری و علیرضا اسپهبد.
پس از مرگ پابلو پیکاسو، روزنامه اطلاعات در ۲۰ فروردین ۱۳۵۲ از بزرگان نقاشی ایران شامل بهجت صدر، امین‌الله رضایی، محمود فرشچیان، معصومه سیحون، فرامرز پیلارام و ایران درودی دعوت کرد و گفته‌های آن‌ها را در ویژه‌نامه خود منتشر نمود.

## بزرگداشت
در سال ۱۳۸۳ سازمان میراث فرهنگی و گردشگری مراسمی برای بزرگداشت ۴۰ سال فعالیت هنری گالری سیحون برگزار کرد که طی آن لوح تقدیری به معصومه سیحون داده شد. در این مراسم، معصومه سیحون ابراز امیدواری کرد که پسرش نادر پس از او مدیریت گالری را برعهده گیرد. وی افزود:
تمام زندگی من در این گالری خلاصه می‌شود. این‌جا سال‌های سال است هنرمندانی چون سهراب سپهری، حسین زنده رودی، پرویز تناولی، رضا مافی، فرامرز پیل آرام و حسین کاظمی و… رفت‌وآمد داشته و دارند. میراث فرهنگی بزرگ‌ترین کار را انجام داد چون هنرمندان را به واسطه نزدیک شدن به نگارخانه‌ها با خودش پیوند داد. وجود هنرمندان بزرگی که در این نگارخانه‌ها نمایشگاه می‌گذارند یکی از افتخارات ما و میراث فرهنگی است.
آخرین نمایشگاه و بزرگداشت معصومه سیحون در زمان حیاتش در ۲۷ مهرماه ۱۳۸۶ گالری هما برگزار شد و کتابی از نقاشی‌هایش در همکاری با مجله تندیس منتشر شد. در این مراسم آیدین آغداشلو، احمد نصراللهی و پرویز ملکی سخنرانی کردند.
خانه نقاشان ایران نیز در سال ۱۳۸۸ مراسم تقدیری به مناسبت فعالیت‌های هنری وی در پردیس سینمای ملت برگزار کرد.

## درگذشت
معصومه سیحون روز ۳۱ اردیبهشت ۱۳۸۹ در تهران درگذشت و در بهشت سکینه به خاک سپرده شد.